# テンプル駅 (テキサス州)
テンプル駅 （英語： Temple Station ）は、アメリカ合衆国テキサス州テンプル ウェスト・アヴェニューB 315にある駅。全米各地を結ぶ旅客鉄道のアムトラックが乗り入れている。

## 概要
アムトラックは1911年にアッチソン・トピカ・サンタフェ鉄道（ATSF）により建設された歴史的な駅を使用している。この赤レンガと漆喰のサンタフェ鉄道駅はプレーリー・ボザール様式の典型例である。1985年にサンタフェ鉄道は駅舎から退去した。アムトラックは1990年代初頭に無人駅とした。駅は解体予定だったが、コミュニティの努力は、その保全につながった。1995年にテンプル市はテキサス州運輸省(TxDOT)に対し駅を復元する資金の交付申請書を提出した後、駅とその周辺の土地の約20,234平方メートルを購入した。
テンプル市に総合陸上交通効率化法（ISTEA）による補助金240万ドルが交付され、修復工事は1999年9月に開始された。2000年の夏に修復工事が完成し、同時にテキサス州ムーディーにあるガルフ・コロラド・アンド・サンタフェ鉄道が1908年に建設した駅舎に入居していたレールロード・アンド・ヘリテージミュージアムは当駅に移転した

## 利用可能な鉄道路線／列車
アムトラックの停車する列車は下記の通り。
シカゴとサンアントニオ / ロサンゼルス間の夜行長距離列車テキサス・イーグル号 …1日1往復停車
※南行列車のシカゴ（日・火・金）出発便はサンアントニオでサンセット・リミテッド号と併結され、ロサンゼルス行きとなる。シカゴとサンアントニオ間は毎日運転。北行列車のロサンゼルス（日・水・金）出発便はサンアントニオまでサンセット・リミテッド号と併結され、同駅で切り離し。サンアントニオとシカゴ間は毎日運転。

## バス
当駅から乗車できるバスは以下の通り。
中長距離バス… アムトラックの列車と連絡輸送を行うアムトラック・スルーウェイ・モーターコーチ 
路線バス… ヒル郡交通局 (The HOP) 